# Philippe de Lorraine

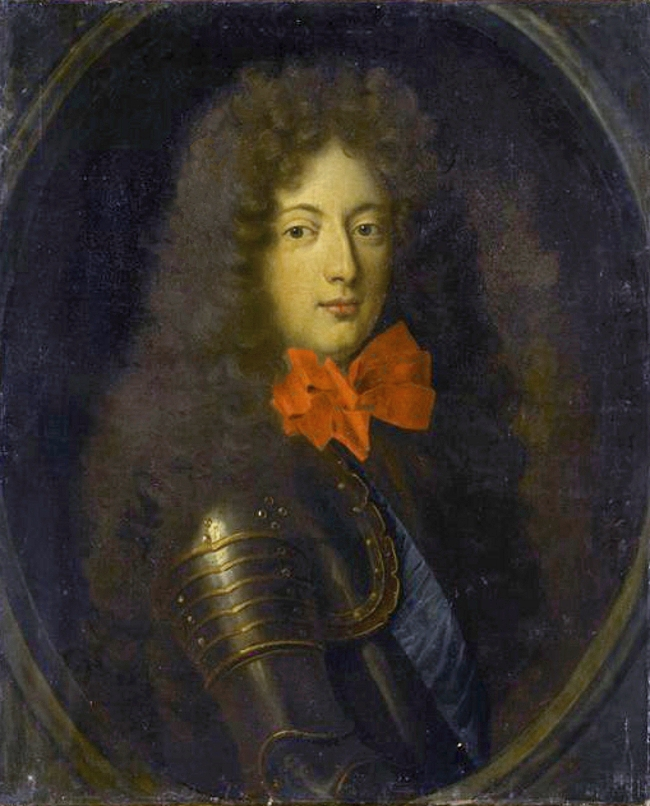
Philippe de Lorraine, genannt Chevalier de Lorraine (1643 – 1702)

Philippe de Lorraine (* 1643, getauft 6. Juni 1644; † 8. Dezember 1702 in Paris), genannt Chevalier de Lorraine, war ein französischer Adliger und Militär. Er war ein Günstling und Liebhaber von Philippe I. de Bourbon, duc d’Orléans, dem Bruder Ludwigs XIV., und Lieutenant-général.

## Leben
Philippe de Lorraine war der zweite Sohn von Henri de Lorraine, comte d’Harcourt, und Marguerite Philippe du Cambout. Er war zunächst Malteserordensritter ohne Profess, bekannt unter dem Namen Chevalier de Lorraine, und erhielt nacheinander als Kommendatarabt mehrere Abteien: Saint-Jean de Vignes, Saint-Benôit-sur-Loire (1680), La Trinité de Tiron (1672) und Saint-Père de Chartres.

### Der Offizier
Er diente als Freiwilliger in der französischen Italien-Armee, wo er 1658 bei den Belagerungen von Trino und Mortara sowie bei der Rettung von Valence eingesetzt wurde. Als Fähnrich der Oberstkompanie des Regiments Harcourt ging er 1664 als Freiwilliger unter dem Befehl des Comte de Coligny nach Ungarn und kämpfte am 1. August in der Schlacht bei Mogersdorf an der Raab. Nach dem Rücktritt seines Vaters, des Grafen von Harcourt, wurde er am 10. November 1665 Oberst des Regiments Harcourt. Er diente als Freiwilliger in der Flotte der Holländer und kämpfte am 5. August 1666 in einer Seeschlacht gegen die Engländer.
Im Devolutionskrieg (1667/68) führte er sein Regiment 1667 bei der Belagerung von Bergues, wo er an der Spitze von 200 Mann die Demi-lune angriff und eroberte. Danach diente er bei den Belagerungen von Tournai, Douai (Juli 1667), Oudenaarde und Lille und wurde bei letzterer am 24. August verwundet. Er wurde am 27. März 1668 zum Maréchal de camp ernannt und ab 30. März 1668 in der Armee zugewiesen, die unter dem Herzog von Orléans in den Niederlanden agieren sollte, was aber nicht mehr geschah, da mit dem Frieden von Aachen im Mai 1668 der Krieg beendet wurde.
Sein Regiment, das bei der Belagerung von Candia (Frühjahr 1666 bis August 1669) vernichtet worden war, wurde 1672 aufgelöst. Während des Holländischen Kriegs (seit 1667) diente der Chevalier de Lorraine im selben Jahr 1672 unter dem Befehl des Königs und war bei allen Operationen des Feldzugs dabei, er kämpfte bei der Belagerung von Orsoy und bei der Belagerung von Zutphen. Im Juni 1673 diente er bei der Belagerung von Maastricht. 1674 nahm er an der Eroberung der Freigrafschaft Burgund teil, wurde bei der Belagerung von Besançon durch einen Musketenschuss verwundet, und war zudem in der Nacht des 6. Juni an der Belagerung von Dole beteiligt. Er kämpfte im selben Jahr in der Schlacht bei Seneffe (11. August 1674), wurde 1677 in der Schlacht bei Cassel (11. April) verwundet und diente bei der Belagerung von Saint-Omer.
Während des Pfälzischen Erbfolgekriegs (1688–1697) wurde er am 1. Januar zum Ritter im Orden vom Heiligen Geist ernannt, gleichzeitig nahm er den Namen Prince de Lorraine an. Er begleitete den König 1691 bei der Belagerung von Mons und 1692 bei der von Namur. Danach war er militärisch nicht mehr aktiv.

### Der Höfling

Der Chevalier de Lorraine als Ganymed dargestellt, Gemälde von Baldassare Franceschini (Fine Arts Museums of San Francisco)

Man sagte ihm nach, er sei schön wie ein Engel, aber bar jeglichen moralischen Empfindens gewesen. Er war seit 1665 der Geliebte von Monsieur, dem Bruder des (drei Jahre älteren) Königs, und wurde von ihm in Paris im Palais Royal untergebracht. Aufgrund seines Status geriet er häufig mit den Ehefrauen von Monsieur aneinander und intrigierte sowohl gegen Henriette von England als auch gegen die Princesse Palatine, Liselotte von der Pfalz.
Auf Wunsch von Monsieurs erster Frau, Henriette von England, wurde er nach Rom verbannt, als er verdächtigt wurde, sie mit Hilfe eines anderen Favoriten von Monsieur, des Marquis d’Effiat, vergiften zu wollen (1670). Monsieur stimmte seiner zweiten Ehe mit Liselotte von der Pfalz nur gegen die Begnadigung seines Günstlings und dessen Rückkehr an den Hof zu. Philippe de Lorraine soll auch in den Mord an einem jungen Waffelhändler verwickelt gewesen sein, der offenbar nicht bereit war, als Lustknabe Philippes und seiner Clique zu dienen.
Philippe de Lorraine provozierte den Zorn des Königs, Ludwigs XIV., indem er dessen noch sehr jungen Sohn Louis de Bourbon, Graf von Vermandois, und mindestens einen Prinzen von Geblüt in homoerotische Praktiken „einweihte“ (1682), aber der König nutzte seinen Einfluss auch, um den Herzog von Orléans dazu zu bringen, der Heirat seines ältesten Sohnes Philippe mit Mademoiselle de Blois, einem königlichen Bastard, zuzustimmen (1692).
Obwohl der Bruder des Königs – wie es scheint – wirklich in Philippe de Lorraine verliebt war, wurde seine Liebe wohl nicht erwidert. Wahrscheinlich wurde Monsieur während ihrer gesamten Beziehung vom Chevalier manipuliert.
Philippe de Lorraine hatte auch Mätressen, darunter eine (siehe unten), die ein Kind von ihm bekam, und die Fürstin Charlotte von Monaco, Obersthofmeisterin von Madame (Liselotte von der Pfalz), die als einzige aus dem Günstlingskreis um Philippe mit ihr befreundet war. Laut Saint-Simon soll er heimlich seine Cousine Beatrice-Hiéronyme de Lorraine, genannt Mademoiselle de Lillebonne, geheiratet haben.
Am Ende seines Lebens hatte Philippe de Lorraine einen Großteil des Mobiliars in seiner Wohnung im Palais Royal und in seinem Landsitz, seine vier Abteien und alles Geld, das er (mehr oder weniger mit Erlaubnis) aus der Staatskasse erhalten hatte, durch Glücksspiel und Ausplünderung durch seine eigenen Günstlinge verloren. Drei oder vier Jahre vor dem Tod von Monsieur schloss er Frieden mit Madame. Er selbst starb ein Jahr später, am 8. Dezember 1702 in Paris an einem Schlaganfall, während er einigen Damen von seinen Ausschweifungen der vergangenen Nacht erzählte. Er wurde 59 Jahre alt.

## Nachkommen
Philippe de Lorraine hatte aus seiner Verbindung mit Claude de Souches (oder de Fiennes) einen Sohn, Alexandre de Lorraine, genannt de Beauvernois († vor 1725), der mit Eva Antoinette von Offen, Tochter von Jobst Moritz von Offen, kurhannoverscher Generalleutnant, und Anna Sabina von Schilder verheiratet war. Diese hatten zwei Kinder:
- Friederike Wilhelmine (* 13. Oktober 1702 in Celle; † 18. Dezember 1751 in Hannover); ⚭ 11. Dezember 1731 in Hannover Graf Friedrich Ulrich von Oeynhausen († Hannover 5. April 1776) – die Eltern von Graf Georg Ludwig von Oeynhausen (1734–1811)
- Sophie Friederike (* 1708; † 17. Dezember 1730); ⚭ 15. August 1725 in Ottensen Georg Ludwig Graf von Platen-Hallermund, Herr zu Weißenhaus etc., kurzhannoverscher Generalerbpostmeister und Generalleutnant († 18. August 1772) – keine Nachkommen